# Sonny Anderson
Sonny Ânderson da Silva (Goiatuba, Goiás, 19 de septiembre de 1970) es un exfutbolista brasileño que jugaba como delantero.

## Biografía
Sonny Anderson empezó a jugar en el Vasco de Gama de Brasil, pero fue jugando en el Guaraní cuando Anderson descubre Europa firmando por el Servette en Suiza. En enero de 1994, después de dos años en Suiza, es contratado durante el mercado invernal por el Olympique de Marsella, en el que apenas militó seis meses, debido a que el club fue descendido de categoría y se vio obligado a desprenderse de la mayoría de sus jugadores, por lo que es traspasado al AS Monaco al terminar la temporada. Permanece tres temporadas en el club monegasco, donde en su tercera campaña (1996/97), llega a ser campeón de la liga francesa y máximo goleador de la competición. 
En la temporada 1997/98, el F.C. Barcelona pagó 3000 millones de pesetas por su traspaso, buscando en él, al sustituto del crack brasileño Ronaldo, por el que el Inter de Milán había pagado su cláusula de rescisión de 4000 millones. En las dos temporadas que pasa en Can Barça, jugó 55 partidos y marcó 21 goles, logrando sendas ligas y una Copa del Rey, pero el fichaje de Patrick Kluivert en su segunda temporada, provoca que en 1999 sea traspasado al Olympique de Lyon.
En su vuelta a Francia, Anderson marca 87 goles en 150 partidos y vuelve a proclamarse campeón de la liga francesa, convirtiéndose en un jugador emblemático y un ídolo para la afición de Lyon, donde permanece cuatro temporadas hasta 2003, para después fichar por el Villarreal CF donde disputa una temporada anotando 12 goles, antes de marcharse a jugar a Catar para terminar su carrera.

### Breve periplo como entrenador
En mayo de 2011, Sonny Anderson es nombrado entrenador del Neuchâtel Xamax, club suizo de primera división.
Tras dos jornadas de liga, después de haberse acrecentado los rumores de ser un entrenador sin carnet que lo acreditase y con escasa experiencia, es despedido junto con todo su "staff técnico" el 25 de julio de 2011, ya que se considera que no estaba a las alturas de las expectativas puestas para este equipo, en función de los importantes fichajes acometidos durante el periodo estival como: David Navarro o Víctor Sánchez Mata.

## Clubes

### Estadísticas
| 1987    | XV de Jau              | Brasil  |                  | -  | -  |  |       |  |  |     |     |
| 1988    | Vasco da Gama          | Brasil  |                  | -  | -  |  |       |  |  |     |     |
| 1989    | Vasco da Gama          | Brasil  |                  | -  | -  |  |       |  |  |     |     |
| 1990    | Vasco da Gama          | Brasil  |                  | -  | -  |  |       |  |  |     |     |
| 1991    | Guarani FC             | Brasil  |                  | -  | -  |  |       |  |  |     |     |
| 1992/93 | Servette FC            | Suiza   |                  | 35 | 20 |  |       |  |  |     |     |
| 1993/94 | Servette FC            | Suiza   |                  | 17 | 11 |  |       |  |  |     |     |
| 1993/94 | Olympique de Marseille | Francia | Ligue 1          | 20 | 16 |  |       |  |  |     |     |
| 1994/95 | AS Monaco              | Francia | Ligue 1          | 23 | 11 |  |       |  |  |     |     |
| 1995/96 | AS Monaco              | Francia | Ligue 1          | 34 | 21 |  |       |  |  |     |     |
| 1996/97 | AS Monaco              | Francia | Ligue 1          | 34 | 19 |  |       |  |  |     |     |
| 1997/98 | F.C. Barcelona         | España  | Primera División | 23 | 10 |  |       |  |  |     |     |
| 1998/99 | F.C. Barcelona         | España  | Primera División | 24 | 6  |  |       |  |  |     |     |
| 1999/00 | Olympique Lyonnais     | Francia | Ligue 1          | 32 | 23 |  |       |  |  |     |     |
| 2000/01 | Olympique Lyonnais     | Francia | Ligue 1          | 29 | 22 |  |       |  |  |     |     |
| 2001/02 | Olympique Lyonnais     | Francia | Ligue 1          | 25 | 14 |  |       |  |  |     |     |
| 2002/03 | Olympique Lyonnais     | Francia | Ligue 1          | 24 | 12 |  |       |  |  |     |     |
| 2003/04 | Villarreal CF          | España  | Primera División | 35 | 12 |  |       |  |  |     |     |
| 2004/05 | Villarreal CF          | España  | Primera División | 3  | 1  |  |       |  |  |     |     |
| 2004/05 | Al-Rayyan              | Catar   |                  | -  | -  |  |       |  |  |     |     |
| 2005/06 | Al-Gharrafa            | Catar   |                  | -  | -  |  | Total |  |  | 344 | 197 |

### Campeonatos nacionales
| Título               | Equipo            | País    | Año  |
| -------------------- | ----------------- | ------- | ---- |
| Campeonato Brasileño | Vasco Da Gama     | Brasil  | 1989 |
| Nationalliga A       | Servette FCG      | Suiza   | 1994 |
| Division 1           | AS Mónaco         | Francia | 1997 |
| Liga Española        | F.C. Barcelona    | España  | 1998 |
| Copa del Rey         | F.C. Barcelona    | España  | 1998 |
| Liga Española        | F.C. Barcelona    | España  | 1999 |
| Copa de Francia      | Olympique de Lyon | Francia | 2000 |
| Ligue 1              | Olympique de Lyon | Francia | 2001 |
| Ligue 1              | Olympique de Lyon | Francia | 2002 |
| Supercopa de Francia | Olympique de Lyon | Francia | 2002 |

### Copas internacionales
| Título                    | Club             | Sede       | Año  |
| ------------------------- | ---------------- | ---------- | ---- |
| Copa Intertoto de la UEFA | Villarreal C. F. | Heerenveen | 2003 |
| Copa Intertoto de la UEFA | Villarreal C. F. | Madrid     | 2004 |

### Distinciones individuales
| Distinción                                      | Año  |
| ----------------------------------------------- | ---- |
| Máximo goleador de la Copa de la UEFA (7 goles) | 2004 |